# Dürnau, Biberach
Dürnau är en kommun i Landkreis Biberach i det tyska förbundslandet Baden-Württemberg. Folkmängden uppgår till cirka 470 invånare, på en yta av 7,28 kvadratkilometer.
Kommunen ingår i kommunalförbundet Bad Buchau tillsammans med staden Bad Buchau och kommunerna Alleshausen, Allmannsweiler, Betzenweiler, Kanzach, Moosburg, Oggelshausen, Seekirch och Tiefenbach.

## Befolkningsutveckling
| Befolkningsutvecklingen i Dürnau 1975–2015 | Befolkningsutvecklingen i Dürnau 1975–2015 | Befolkningsutvecklingen i Dürnau 1975–2015 | Befolkningsutvecklingen i Dürnau 1975–2015 | Befolkningsutvecklingen i Dürnau 1975–2015 |
| ------------------------------------------ | ------------------------------------------ | ------------------------------------------ | ------------------------------------------ | ------------------------------------------ |
|                                            |                                            |                                            |                                            |                                            |
| År                                         |                                            |                                            | Folkmängd                                  | Areal (ha)                                 |
| 1975                                       | 1975                                       |                                            | 359                                        | 726                                        |
| 1980                                       | 1980                                       |                                            | 372                                        |                                            |
| 1985                                       | 1985                                       |                                            | 374                                        |                                            |
| 1990                                       | 1990                                       |                                            | 380                                        |                                            |
| 1995                                       | 1995                                       |                                            | 441                                        |                                            |
| 2000                                       | 2000                                       |                                            | 442                                        |                                            |
| 2005                                       | 2005                                       |                                            | 457                                        |                                            |
| 2010                                       | 2010                                       |                                            | 454                                        |                                            |
| 2015                                       | 2015                                       |                                            | 416                                        |                                            |
|                                            |                                            |                                            |                                            |                                            |